# Kudora Károly
Kudora Károly (Tata, 1851. szeptember 17. – Budapest, 1916. december 18.) könyvtáros, bibliográfus. Az első magyar Könyvtártan írója. Kudora János öccse.

## Életútja
Id. Kudora Károly és Novacsek Franciska fiaként született. A főgimnáziumot Tatán és Győrött, felsőbb tanulmányait pedig a budapesti egyetem bölcseleti karán fejezte be. 1873-tól díjnok volt az Egyetemi Könyvtárban 1875. június 4-étől könyvtártiszt, 1889 áprilisától másodőr.
Különös érdekekkel bírnak felfedezései az egyetemi könyvtárban, melyeket tészta nyomás (empreinte en pâte) és setét nyomás (manière criblée) cím alatt ismer az irodalom és melyek közül négy darab az egyetemi könyvtár tulajdona; továbbá a XV. századbeli legrégibb rézmetszet, melyet mint ritkaságot a berlini sokszorosító intézet is kiadott és a Magyar Könyvszemle (1892–1993) ismertetett.
1884-ben rendezte a késmárki evangélikus líceum 16 ezer kötetből álló könyvtárát. 1885-ben befejezte a gróf Ráday-féle könyvtár katalógusának átalakítását. 1886-ban rendezte a vallás- és közoktatási miniszterium könyvtárát, 1888-ban a gróf Nádasdy család metszetgyűjteményét, 1889-ben az angol-kisasszonyok (apácák) budapesti könyvtárát, 1891-92-ben az Országos Magyar Gazdasági Egyesület könyvtárát (6000 kötet); ugyanezen évben a Márk-könyvtárban tett kutatásai alkalmával e könyvtár magyar vonatkozású nyomtatványait is jegyzékbe írta, mely a Magyar Könyvszemlében (1891) jelent meg. 1897-ben rendezte a jászóvári premontrei-rend közel 30 ezer kötetre menő könyvtárát. 1884-ben a vallás és közoktatási miniszterium saját könyvtára rendezésével bízta meg; a nyári szünidőben nagyobb külföldi tanulmányutat tett, meglátogatta a boroszlói, berlini, frankfurti, heidelbergi, darmstadti, stuttgarti, würzburgi, augsburgi, nürnbergi, müncheni, lipcsei, drezdai, prágai és bécsi könyvtárakat, melyeknek berendezését és adminisztrációját, továbbá incunabulum- és metszet-gyűjteményét tette tanulmánya tárgyává. Az ezredéves történelmi kiállítás irodalmi csoportjának előadója volt.
Szerkesztette az Egyetemi Könyvtár címjegyzékét (1884-1890). 1915-ben (más adatok szerint 1914-ben) vonult nyugalomba. Neje Feik Franciska volt.

## Munkássága
Kudora Károlyt a könyvtártudomány magyar teoretikusai között tartják számon. Ilyen volt Toldy Ferenc, Gyalui Farkas, Ferenczi Zoltán, Gulyás Pál, Szabó Ervin, Sebestyén Géza, Sallai István, Kovács Máté, Kőhalmi Béla.
A könyvtártannak, mint tudományágnak az elméleti megalapozására nem régen került sor. Alig több mint százéves múltjával fiatalnak számít a klasszikus tudományágak között. Magyar nyelvterületen első, tudományos igényű megteremtőjének Kudora Károly könyvtártani monográfiáját szokás tekinteni.
Ez az első összefoglaló igényű könyvtártani munka természetesen nem minden előzmény nélkül született meg, hiszen Toldy Ferenc sokoldalú munkásságában ebből a szempontból meghatározónak tekinthető könyvtárelméleti megalapozó tevékenysége. Bár a korai magyar nyelvű könyvtártanok jórészt külföldi munkákon alapultak, vagy azokhoz kötődtek, mégis a magyar nyelvű szakszókincs kialakításával a hazai könyvtári tudományosság megteremtőivé váltak.
Kudora Károly meg is fogalmazza azokat a nyelvi nehézségeket, amelyek 19. századvégi munkája során adódtak: „… munkám a magyar könyvtártan irodalmában úttörő lévén, a műszaki elnevezések részben még ismeretlenek az olvasó előtt, részben pedig a szakférfiak egymástól eltérő műszavakat használnak, ugyanegy művelet jelzésére. Ebben a szövegkörnyezetben a műszaki elnevezések és a műszavak kifejezések ’szakkifejezés, terminus technicus’ jelentésben értendők.”
A 19. század végén körvonalazódó könyvtártani ismeretek összefoglalóan próbálták kezelni azt a tudásanyagot, ami magának az intézménynek az elméleti és gyakorlati megalapozásához nélkülözhetetlen. A 20. század folyamán azonban magyar nyelvterületen még magának a könyvtártudománynak is meg kellett küzdenie a létéért, az elismeréséért, hogy helyet kapjon azok között a tudományágak között, amelyeknek tudásanyagát évszázadok óta nemcsak sajátos eszközeivel őrzi, kezeli, feldolgozza, hanem közvetíti is. Ennek az elismertetésnek egyik mérföldköve az a század derekán (1949) elért eredmény volt, hogy a tudományág önállóan bekerülhetett az egyetemi szintű oktatásba, a szakma pedig a felsőfokú képzések közé.
A Könyvtártan (1893) című munkája a könyvtári tudományos tevékenység első összefoglaló műve. Didaktikus (gyakorlati) megközelítésben írja munkáját a szerző. A mű bevezetésében ezt írja: „a könyvtár a nemzet szellemi letéteményese.” A könyvtári feladatokat fontossági sorrendbe állítja, amely a következő:
1. történeti megközelítés,
2. régi könyvek, értékek kezelése,
3. állománnyal foglalkozó feladatok számbavétele (gyarapítás, raktározás, raktári katalógus létrehozása, címtárazás),
4. tartalmi feltárás (egységes rendszer hiányában bemutat néhány lehetőséget: pl. Schrettinger-rendszer, Hartwich- rendszer)

A mű irodalmi támaszkodása elsősorban a porosz irodalomra történik, de néha már az angolszász irodalomra történő utalás is előfordul.
A korabeli szakma elvetette az összefoglaló művet. Leginkább Hellerbrant Árpád bírálta. Napjainkban egyértelműen pozitívan ítélik meg Kudora Könyvtártaná-t, hiszen az első bibliográfiai összefoglaló, jó gyakorlati megközelítés, sürgeti a központi dokumentum-ellátást végző iroda létrejöttét, illetve fontosnak tartja az olvasók kiszolgálását, segítését.
Munkásságának egy másik fontos műve az Országgyűlési Könyvtár történetével való foglalatosság. Küffer Bélával, a Képviselőházi Könyvtár egykori könyvtárnokával együtt az alapítást az 1866-os esztendőre tették (A képviselőház könyvtárának katalógusa: 1866-1893). Más, a könyvtár történetével foglalkozó szakemberek az 1867, 1868, vagy éppen az 1869-es évre teszik a Képviselőházi Könyvtár alapításának évét.
A Magyar Könyvszemle 1917. évi 1-2. számában így emlékezik meg Kudora Károly munkásságáról: „Hosszú éveken át ő volt a budapesti egyetemi könyvtár kikölcsönző osztályának a vezetője s bizonyára még most is sokan vannak, akik meleg szeretettel gondolnak közvetlen, kedves egyéniségére, melyet oly szíves készséggel állított mindenki rendelkezésére. Főérdeme, hogy … volt bátorsága megírni Könyvtártan-át, mely ma már ugyan elavult, sőt a maga korában sem elégített ki minden jogos igényt, de amelynek szakirodalmunk történetében maradandó jelentőséget kölcsönöz a kezdés dicsősége.”
Munkásságának szinte máig is ható eredménye volt, hogy „jóval előbb, mintsem az állam szükségét látta volna a vidéki gyűjtemények szakszerű irányítását kezébe venni s e célra létrehozni a Múzeumok és Könyvtárak Orsz. Főfelügyelőségét, vállalkozott egyes vidéki könyvtárak rendezésére és feldolgozására s ekként úttörőjévé szegődött annak az egészséges irányzatnak, melyet a Főfelügyelőség immár két évtized óta képvisel.”

## Főbb művei
- Jogi könyvtár: a jog- és államtudományi irodalom műszavak szerint rendezett könyvészete, 1867-1910. / összeáll. Kudora Károly. – Budapest: Grill K., 1910.
- A késmárki ágost. hitv. evangelikus lyceum könyvtára. Ismerteti Kudora Károly. - Késmárk1884. Sauler, Schmidt-nél
- Kudora Károly: Könyvtártan. - Budapest:  Dobrowsky, Franke, 1893.

## Kitüntetései
- 1896-ban a millenáris kiállítás rendezése körül kifejtett érdemei elismerése gyanánt megkapta a Koronás Arany Érdemkeresztet.
- Nyugdíjba vonulásakor a királyi tanácsosi címmel tüntették ki.

## Külső hivatkozás
- Kudora Károly†. - In.: Magyar Könyvszemle, 1917. 1-2. sz. p. 122. (Vegyes közlemények)
- Magyar életrajzi lexikon I–IV. Főszerk. Kenyeres Ágnes. Budapest: Akadémiai.  1967–1994.
- Jónás Károly – Veredy Katalin: Az Országgyűlési Könyvtár története 1870-1995.  – Budapest, 1995. Magyar Országgyűlés kiadása
- Somkuti Gabriella: Száz éves az első könyvtári munka, Kudora Károly könyvtártana. - In.: Könyvtári Figyelő, 1993. 4. sz.
- Prókai Margit: Tartalmi feltárás – könyvtári osztályozás. Osztályozási rendszerek és   információkereső nyelvek. (Kézirat). – Jászberény: Szent István Egyetem Alkalmazott Bölcsészeti Kar), 2009.
- Hellebrant Árpád: Kudora Károly: Könyvtártan. - In.: Magyar Könyvszemle, 1892-1893. 1-4. sz. p. 345-350.
- Horváth Ignácz: Kudora Károly: Jogi könyvtár. - In.: Magyar Könyvszemle, 1910. 4. sz. p. 365-366.